# Until Now
Until Now ist das zweite Studioalbum der schwedischen House-Band Swedish House Mafia.

## Veröffentlichung
Until Now erschien trotz angekündigter Trennung der Band am 19. Oktober 2012. Neben den Singleauskopplungen Save the World, Antidote, Greyhound und Don’t You Worry Child sind weitere Lieder von Kollaborationen der einzelnen Bandmitglieder, Mash-Ups, Produktionen und Remixe der Swedish House Mafia zu finden.
Das Album wurde über die EMI Group veröffentlicht und konnte sich in einigen Ländern in den Top 10 platzieren.
Es erreichte in Deutschland Platz 26 der Album-Musikcharts.

## Singles
Vier Singles wurden aus dem Album veröffentlicht:
- Save the World wurde als erste Single aus dem Album bereits am 13. Mai 2011 veröffentlicht. Neben den drei Mitgliedern der Swedish House Mafia schrieben John Martin, Michel Zitron und Vincent Pontare an diesem Song mit. Der Song erreichte in vielen Ländern die Charts und wurde in Italien und im Vereinigten Königreich mit Gold sowie in Schweden mit Platin ausgezeichnet.[2]

- Antidote wurde am 16. Dezember 2011 als zweite Single-Auskopplung veröffentlicht. Die Single erschien als CD und als Download und wurde mit dem Australischen House- und Dubstep-Duo Knife Party aufgenommen. Der Song konnte etliche Top 100 erreichen und wurde in England sogar zum Top-5-Hit. In Großbritannien erreichte die Single gar Platz 4 der Single-Charts.

- Greyhound wurde am 12. März 2012 als dritte Single-Auskopplung veröffentlicht. Die Single erschien als CD und als Download-Single und wurde zu einem der erfolgreichsten Tracks des Trios. Das Instrumentalstück enthält ein Sample des Audible Bootleg zu Time von Hans Zimmer. Ansonsten zählen Sebastian Ingrosso, Steve Angello und Axwell als Swedish House Mafia selber zu den Komponisten und produzierten den Track selbst.

- Don’t You Worry Child wurde am 14. September 2012 veröffentlicht und wird die vorerst letzte Single nach der Trennung des Trios sein. Sie nahmen ihn, nach dem Erfolg ihrer fünften Single Save the World, wieder mit dem ebenfalls schwedischen Sänger John Martin auf. Don't You Worry Child stieg innerhalb von einer Woche in sämtlichen Ländern in die Charts ein. Es ist die erfolgreichste Single des Trios und die erste Single, die es auch in den USA in die Top 100 schaffte. In Schweden und Großbritannien konnten sie sogar die Chartspitze erreichen und landeten dadurch ihren ersten Nummer-eins-Hit. Auch in Deutschland, Österreich und der Schweiz konnten sie die Top 20 der Verkaufscharts erobern. Ebenfalls wurde es die erste Single die die Top 100 in den Vereinigten Staaten erreichte.[3]

## Titelliste
| Nr. | Titel                                                                  | Interpret                                                                                | Länge |
| --- | ---------------------------------------------------------------------- | ---------------------------------------------------------------------------------------- | ----- |
| 1.  | Greyhound                                                              | Swedish House Mafia                                                                      |       |
| 2.  | Here We Go                                                             | Hard Rock Sofa & Swanky Tunes                                                            |       |
| 3.  | In My Mind                                                             | Ivan Gough & Feenixpawl feat. Georgi Kay                                                 |       |
| 4.  | Calling (Lose My Mind)                                                 | Sebastian Ingrosso & Alesso feat Ryan Tedder                                             |       |
| 5.  | Atom / Leave The World Behind                                          | Nari & Milani / Axwell, Ingrosso, Steve Angello & Laidback Luke feat. Deborah Cox        |       |
| 6.  | Antidote                                                               | Swedish House Mafia & Knife Party                                                        |       |
| 7.  | Walking Alone / Miami 2 Ibiza                                          | Dirty South & Those Usual Suspects feat. Erik Hecht / Swedish House Mafia & Tinie Tempah |       |
| 8.  | Resurrection / Paradise (Axwell's Recut Club Version)                  | Michael Calfan / Coldplay                                                                |       |
| 9.  | The Wave (Thomas Gold Remix Edit)                                      | Miike Snow                                                                               |       |
| 10. | Ladi Dadi / Sing 2 Me / Alright (Tommy Trash Remix)                    | Steve Aoki feat. Wynter Gordon / Thomas Gold / Red Carpet                                |       |
| 11. | The Island (Steve Angello, AN21 & Max Vangeli Remix)                   | Pendulum                                                                                 |       |
| 12. | Lights                                                                 | Steve Angello & Third Party                                                              |       |
| 13. | Raise Your Head / Epic                                                 | Alesso / Sandro Silva & Quintino                                                         |       |
| 14. | Three Triangles / Trio / Teenage Crime                                 | Hardwell / Arty, Matisse & Sadko / Adrian Lux                                            |       |
| 15. | Reload                                                                 | Sebastian Ingrosso & Tommy Trash                                                         |       |
| 16. | Euphoria (Swedish House Mafia Extended Dub)                            | Usher                                                                                    |       |
| 17. | Don’t You Worry Child                                                  | Swedish House Mafia feat. John Martin                                                    |       |
| 18. | Beating Of My Heart / Sweet Disposition (Matisse & Sadko Instrumental) | M-3OX feat Heidrun / The Temper Trap                                                     |       |
| 19. | Every Teardrop Is A Waterfall                                          | Coldplay vs. Swedish House Mafia                                                         |       |
| 20. | You Got The Love                                                       | Florence + the Machine                                                                   |       |
| 21. | Heart Is King / Save the World (Knife Party Remix)                     | Axwell                                                                                   |       |
| 22. | Save the World / Punk (Arty Rock-n-Rolla Mix)                          | Swedish House Mafia / Ferry Corsten                                                      |       |

## Kommerzieller Erfolg

### Chartplatzierungen

#### Album
Das Album konnte sich in diversen Charts platzieren. In Deutschland erreichte es Platz 26. In der Schweiz sorgte Until Now für eine Top-10-Platzierung mit Rang 7. In Schweden schaffte es das Album gar auf Rang 3.
| ChartsChartplatzierungen       | Höchstplatzierung | Wochen |
| ------------------------------ | ----------------- | ------ |
| Deutschland (GfK)              | 26 (5 Wo.)        | 5      |
| Österreich (Ö3)                | 10 (13 Wo.)       | 13     |
| Schweden (GLF)                 | 3 (40 Wo.)        | 40     |
| Schweiz (IFPI)                 | 7 (15 Wo.)        | 15     |
| Vereinigte Staaten (Billboard) | 14 (2 Wo.)        | 2      |

| ChartsJahrescharts (2013) | Platzierung |
| ------------------------- | ----------- |
| Schweden (GLF)            | 81          |

#### Singles
Alle Singleauskopplungen erreichten in Schweden mindestens die Top 20 und darüber hinaus in Großbritannien mindestens die Top 15.
Der Single Don’t You Worry Child gelang in beiden Ländern sogar der Sprung an die Chartspitze.
In den deutschsprachigen Ländern war sie zudem die bisher erfolgreichste Single und erreichte dort Top-10-Platzierungen.
| Jahr | Titel                 | Höchstplatzierung, Gesamtwochen, AuszeichnungChartplatzierungen (Jahr, Titel, , Platzierungen, Wochen, Auszeichnungen, Anmerkungen) | Höchstplatzierung, Gesamtwochen, AuszeichnungChartplatzierungen (Jahr, Titel, , Platzierungen, Wochen, Auszeichnungen, Anmerkungen) | Höchstplatzierung, Gesamtwochen, AuszeichnungChartplatzierungen (Jahr, Titel, , Platzierungen, Wochen, Auszeichnungen, Anmerkungen) | Höchstplatzierung, Gesamtwochen, AuszeichnungChartplatzierungen (Jahr, Titel, , Platzierungen, Wochen, Auszeichnungen, Anmerkungen) | Höchstplatzierung, Gesamtwochen, AuszeichnungChartplatzierungen (Jahr, Titel, , Platzierungen, Wochen, Auszeichnungen, Anmerkungen) | Höchstplatzierung, Gesamtwochen, AuszeichnungChartplatzierungen (Jahr, Titel, , Platzierungen, Wochen, Auszeichnungen, Anmerkungen) | Anmerkungen                                                |
| Jahr | Titel                 | DE | AT | CH | UK | US | SE | Anmerkungen                                                |
| ---- | --------------------- | --- | --- | --- | --- | --- | --- | ---------------------------------------------------------- |
| 2011 | Save the World        | DE37 (17 Wo.)DE | AT31 (14 Wo.)AT | CH26 (19 Wo.)CH | UK10 Gold · (15 Wo.)UK | US— PlatinUS | SE4 ×5Fünffachplatin · (57 Wo.)SE                                                                                                   | Erstveröffentlichung: 13. Mai 2011 feat. John Martin       |
| 2011 | Antidote              | DE63 (2 Wo.)DE | AT30 (3 Wo.)AT | CH70 (1 Wo.)CH | UK4 Silber · (5 Wo.)UK | — | SE17 ×3Dreifachplatin · (19 Wo.)SE                                                                                                  | Erstveröffentlichung: 16. Dezember 2011 vs. Knife Party    |
| 2012 | Greyhound             | DE53 (6 Wo.)DE | AT42 (4 Wo.)AT | CH33 (5 Wo.)CH | UK13 Gold · (24 Wo.)UK | US— GoldUS | SE6 ×7Siebenfachplatin · (67 Wo.)SE                                                                                                 | Erstveröffentlichung: 15. März 2012                        |
| 2012 | Don’t You Worry Child | DE9 ×3Dreifachgold · (41 Wo.)DE | AT5 Gold · (30 Wo.)AT | CH7 Platin · (36 Wo.)CH | UK1 ×4Vierfachplatin · (42 Wo.)UK                                                                                                   | US6 ×5Fünffachplatin · (33 Wo.)US                                                                                                   | SE1 ×9Neunfachplatin · (52 Wo.)SE                                                                                                   | Erstveröffentlichung: 14. September 2012 feat. John Martin |

### Auszeichnungen für Musikverkäufe
| Land/Region       | Auszeichnungen für Musikverkäufe (Land/Region, Auszeichnung, Verkäufe) | Verkäufe |
| ----------------- | ---------------------------------------------------------------------- | -------- |
| Australien (ARIA) | Gold                                                                   | 35.000   |
| Neuseeland (RMNZ) | Gold                                                                   | 7.500    |
| Schweden (IFPI)   | Platin                                                                 | 40.000   |
| Insgesamt         | 2× Gold · 1× Platin ·                                                  | 82.500   |